# 이족
이족(彝族, Yízú)은 중국의 소수민족의 하나로, 2000년 제5차 전국인구조사 통계에서는 인구는 7,762,286명으로 중국정부가 공인하는 56개의 민족 중에서 8번째로 많다. 중국 외에도 태국, 베트남에도 소수가 거주하고 있다.

## 명칭
그들 스스로는 「눠쑤」라고 부른다. 원래는 이족(夷族)이라는 명칭이었다. 청나라 때 한족의 왕조가 아닌 만주인이 이(오랑캐)라는 호칭을 싫어해, 같은 소리 이(彝)라는 글자로 교체하였다. 이(彝)는 雅자이며, 스스로 부르던 롤로족이라는 명칭은 현재 없으며, 롤로란 이족 자신이 조상숭배를 위해서 가지고 있던 작은 대나무 조각이었다. 라과(玀猓)라는 명칭은 다분히 멸시적인 표현이다. 베트남에서는 이 민족을 로로족(倮倮族, Người Lô Lô)으로 지칭한다.

## 역사
이족은 중국 서부의 고강족(古羌)의 자손들이다. 강(羌)은 티베트족, 라싸족, 강족의 선조이기도 하다고 한다. 이족은 남동 티베트로부터 쓰촨을 따라 윈난성에 이주해 왔으며, 현재는 윈난성에 가장 많이 거주하고 있다.
정령신앙을 신봉하여 비마우(Bimaw)라는 사제가 선도한다. 도교나 불교의 영향도 많이 받았다.
윈난 북서부에 사는 이족의 상당수는 복잡한 노예제도를 가지고 있어 사람은 흑이(귀족)와 백이(평민)로 나눌 수 있다. 백이와 타 민족은 노예로 다루어졌지만, 고위의 노예는 자신의 토지를 경작하는 것이 허용되며 자신의 노예를 소유할 수 있고, 가끔  자유를 살 수도 있었다.

## 언어
중국티베트어족 티베트버마어파 계통으로 미얀마어 지류에 속하는 이어를 사용하며, 버마어와 밀접한 관계를 가진다. 여섯 종류의 방언이 있으며, 이 문자라는 표음문자를 가진다.

## 같이 보기
- 중국의 민족
- 눠쑤어
- 이 문자